# تپه ۶ کیلومتری غرب گنبد کاووس
تپه ۶ کیلومتری غرب گنبد کاووس مربوط به دوران پیش از تاریخ ایران باستان است و در ۶ کیلومتری غرب گنبد کاووس واقع شده و این اثر در تاریخ ۲۳ فروردین ۱۳۴۶ با شمارهٔ ثبت ۷۲۷ به‌عنوان یکی از آثار ملی ایران به ثبت رسیده است.